# Kiowa County, Colorado
Kiowa County är ett administrativt område i delstaten Colorado, USA. År 2010 hade countyt 1 398 invånare. Den administrativa huvudorten (county seat) är Eads. 

## Geografi
Enligt United States Census Bureau så har countyt en total area på 4 625 km². 4 587 km² av den arean är land och 38 km² är vatten. 

### Angränsande countyn
- Cheyenne County, Colorado - nord
- Greeley County, Kansas - öst
- Bent County, Colorado - syd
- Prowers County, Colorado - syd
- Otero County, Colorado - sydväst
- Crowley County, Colorado - väst
- Lincoln County, Colorado - nordväst